# Сала, Анри
Анри Сала (англ. Anri Sala; род. 1974, Тирана, Албания) — современный албанский художник.  Живёт и работает в Берлине, Германия

## Образование
- 1992—1996 National Academy of Arts, Тирана (живопись и скульптура)
- 1996—1998 Ecole Nationale des Arts Decoratifs, Париж
- 1998—2000 Le Fresnoy-Studio National des Arts Contemporains, Tourcoing

## Творчество
- Албанец Анри Сала является одним из наиболее интересных видео художников своего поколения. Он привлек международное внимание в 1999 благодаря участию в выставке «After the Wall» (Стокгольм), посвященной искусству посткоммунистической Европы, и Манифесте-3 (Любляна). На выставке в Стокгольме была показана видео инсталляция Intervista-Finding the Words(1998), а на Манифесте — короткий фильм Nocturnes. Работы Анри Сала отличаются медитативностью, характеризуются почти полным отсутствием движения камеры, вниманием к, казалось бы, незначительным деталям.
- В таких видео как Mixed Behaviour (2003), Now I See (2004) и Long Sorrow (2005), где диджей играет на крыше дома в Нью-Йорке в канун Нового года, исландская рок-группа Tranbant выступает на сцене, а джазовый саксофонист Jemeel Moondoc импровизирует в пригороде Берлина, Сала продолжает изучение связи между звуком и пространством.
- Для Air Cushioned Ride отправной точкой служит опыт, который Сала пережил во время поездки по Аризоне, слушая барочную камерную музыку в машине. Когда он приблизился к группе припаркованных грузовиков, звуки радиостанции с кантри-музыкой стали вмешиваться в музыку, которую он слушал. Видео Air Cushioned Ride — припаркованные грузовики под ярким голубым небом. По мере того, как камера, установленная в едущей машине, движется вдоль грузовиков, музыка в машине переключается между кантри и классической музыкой. Сопутствующее Air Cushioned Ride произведение — A Spurious Emission, было создано переводом саундтрека Air Cushioned Ride в музыкальное произведение, исполняемое оркестром из барочных и кантри музыкантов. Саундтрек функционирует как коллаж двух музыкальных жанров.
- Тот же интерес к конфронтации разных временных характеров может быть обнаружен в двухканальном молчаливом видео After Three Minutes(2007). Работа включает видео, которое Сала создал в 2004 — Three Minutes (трехминутный крупный план цимбалов в свете стробоскопа). Three Minutes (2004) играет на различиях между разными ритмами: цимбал и стробоскопа. Для After Three Minutes, Сала переснимает видео, используя камеру безопасности с частотой два кадра в секунду. Два видео показываются рядом, делая более сложным темпоральную составляющую работы.
- Long Sorrow — медленное приближение камеры к объекту, видимому в окне пустой квартиры, под джазовую музыку. По мере приближения камеры оказывается, что объект — человек играющий эту музыку, сидящий за окном.
- Time After Time (2003) использует идею разрыва связей, показывая одинокую изнуренную лошадь на шоссе. Появляясь как призрак на протяжении фильма — лошадь то в фокусе, то вне фокуса, она поднимает заднюю ногу, когда машина проезжает мимо. Нет представления о причине нахождения там лошади, только предположения.
- Answer Me — короткий фильм предлагает заглянуть зрителям в разговор предполагаемых возлюбленных, когда вопрос одного утонул в барабанном бое другого, или, возможно, барабанный бой и был ответом.
- Title Suspended — скульптура из двух медленно вращающихся рук в перчатках. Каждый поворот имеет восходящую и нисходящую фазу, когда скульптура приобретает и теряет форму.

## Работы
| Скульптура - 2008 Title Suspended Видео - 2008 Answer Me - 2008 It will happen exactly like that - 2007 A Spurious Emission - 2007 Air Cushioned Ride - 2007 Overthinking, видео, стерео звук и фотографии - 2007 After Three Minutes, двухканальное видео - 2006 Agassi - 2006 Window Drawing - 2002 Ghostgames - 1998 Intervista Инсталляция - 2007 Ulysses, ударная установка, записывающее оборудование, ноты и 2 аудио диска. | Фотографии и графика - 2008 Why the lion roars, цифровая печать, 4 части - 2008 Untitled, цветная фотография - 2007 Flutterby, цветная фотография - 2007 Untitled (angle), черно-белая фотография - 2007 Untitled (night desert), цветная фотография - 2007 Dogs That Run After Formula One Cars, 4 цветные фотографии, аудио CD - 2006 Untitled (Golf) - 2006 A study for a sad public park - 2004 Untitled - 2004 Untitled - 2004 Untitled - 2003 Becoming −1-2-3 - 2002 Untitled (zone I) - 2002 Untitled (zone II) - 2002 Untitled - 2002 Landscape with Underground - 2002 House with Horizon - 2002 Christmas Tree - 2002 Fuera del carrusel |

## Награды, гранты и номинации
- 2005 Номинация на Preis der Nationalgalerie für Junge Kunst
- 2002 Номинирован на Hugo Boss Prize
- 2001 Young Artist Prize, 49-я Венецианская биеннале
- 2000 Best Documentary Film Award, Filmfest 2000, Тирана
- 2000 Gilles Dusein, Париж
- 2000 Награда за лучший документальный фильм, Williamsburg Brooklyn Film Festival, Нью-Йорк
- 1999 Best Documentary Film Award, Международный фестиваль документальных фильмов, Сантьяго-де-Компостела
- 1999 Silver Award, 33rd Annual New York EXPO-sition of short film and video, Нью-Йорк
- 1999 Best Film Award, Estavar Video Festival, Эставар
- 1998 Best Short Film Award, Amascultura Festival, Португалия
- 1998 Best Documentary Film Award, Entrevues Festival, Бельфор

## Персональные выставки
| - 2009 «Anri Sala», Marian Goodman Gallery, Нью-Йорк - 2009 «Answer Me», Johnen Galerie, Берлин - 2009 «Anri Sala», CAC Contemporary Arts Center, Цинциннати - 2008 «Long Sorrow» (недоступная ссылка), De Pont Museum of Contemporary Art, Тилбург - 2008 «Anri Sala: Purchase Not By Moonlight», Museum of Contemporary Art North Miami, Майами - 2008 «La Mano di Dio», Alfonso Artiaco Gallery, Неаполь - 2008 «Hand of God», CCA Center for Contemporary Art Kitakyushu Project Gallery, Китакюсю - 2008 «Anri Sala», Galerie Chantal Crousel, Париж - 2008 «Overthinking», Galerie Rüdiger Schöttle, Мюнхен - 2008 Kabinett für aktuelle Kunst im Haus des Kunstverein Bremerhaven, Бремерхафен - 2007 Hauser & Wirth, ‘A Second Look’, Лондон - 2007 Extra City, Thinking Architecture # 1 — Anri Sala, Антверпен - 2007 Johnen Galerie, ‘Air Cushioned Ride’, Берлин - 2007 Marian Goodman Gallery, Нью-Йорк - 2006 Galerie Rüdiger Schöttle, Мюнхен - 2006 Galerie Chantal Crousel, Париж - 2005 Kosovo Art Gallery, ‘Historia nisi të luajë me jetën time. History started playing with my life’, Prishtina/SR - 2005 Fondazione Nicola Trussardi, ‘Long Sorrow’, Милан - 2005 Centre for Contemporary Art Ujazdowski Castle, Варшава - 2005 Museum Boijmans Van Beuningen, ‘Anri Sala-Artist in Focus’, Роттердам - 2005 The 34th International Film Festival Rotterdam IFFR, ‘Anri Sala-Artist in Focus’, Роттердам - 2005 The RISD Museum, ‘Anri Sala. Time after Time’, Rhode Island RI - 2005 DAAD Galerie, ‘Dammi i Colori’, Берлин - 2005 The Rose Art Museum of Brandeis University, ‘Anri Sala: Dammi i colori, presented in The Mildred S. Lee Gallery’, Waltham MA | - 2005 Galeria EXIT [EXIT Contemporary Art Institute], ’Anri Sala’, Косово - 2004 Yeans, ‘Anri Sala’, Гётеборг - 2004 Exit Contemporary Art Institute, ‘Anri Sala’, Косово - 2004 Alfonso Artiaco Gallery, Неаполь - 2004 Hauser & Wirth London, Лондон - 2004 ARC Musée d’Art Moderne, ‘Entre chien et loup/When the Night Calls it a Day’, Париж - 2004 The Art Institute of Chicago, ‘Now I see’, Чикаго - 2004 Marian Goodman Gallery, Нью-Йорк - 2004 Kunstverein Гамбург - 2004 Art Institute, Чикаго - 2003 Galerie Johnen + Schöttle, Кёльн - 2003 Kunsthalle Wien, ‘Anri Sala’, Вена - 2003 Residence-Project Gallery at CCA, ‘All Gone’, Китакюсю - 2003 Castello di Rivoli, Турин - 2002 OPA (artist run space), Гвадалахара (Мексика) - 2002 Ikon Gallery, Бирмингем - 2002 Galerie Hauser & Wirth, ‘Amplified Absorbers’, Цюрих - 2002 Trans-area, ‘Missing Landscape and Promises’, Нью-Йорк - 2002 Dallas Museum of Art, ‘Concentrations’, Даллас - 2002 Galerie Rüdiger Schöttle, ‘Naturalmystic (tomahawk #2)’, Мюнхен - 2002 Programa, Мехико - 2001 Galerie Chantal Crousel, ‘it has been raining here’, Париж - 2001 Rüdiger Schöttle, Мюнхен - 2000 De Appel, ‘Unlimited nl-4’, Амстердам - 2000 Galerie Rüdiger Schöttle, Мюнхен - 2000 Galerie Johnen & Schöttle, Кёльн - 2000 Mamco/Le Musée d’art moderne et contemporain, ‘Nocturnes’, Женева |

## Публичные коллекции
- Queensland Art Gallery / Gallery of Modern Art, Brisbane, QLD
- Grazer Kunstverein, Graz
- Inhotim Centro de Arte Contemporânea, Brumadinho, MG
- FRAC — Ile-de-France Le Plateau, Париж
- FRAC — Haute-Normandie, Sotteville-lès-Rouen
- Pinakothek der Moderne, Мюнхен
- Ellipse Foundation, Alcoitão
- Cal Cego — Colleccion de Arte Contemporaneo, Барселона
- Musac — Museo de Arte Contemporáneo de Castilla y León, Леон
- Mamco — musée d´art moderne et contemporain, Женева
- Schaulager, Münchenstein / Базель
- Tate Britain, Лондон
- The Art Institute of Chicago, Чикаго
- Los Angeles County Museum of Art — LACMA, Лос-Анджелес
- The Margulies Collection, Майами
- Rubell Family Collection, Майами
- Solomon R. Guggenheim Museum, Нью-Йорк
- The Rose Art Museum, Waltham, MA